# مارن (شهر)

شهرستان مارن [maʁn̪] (به فرانسوی: Marne) در ناحیه شامپانی آردن در کشور فرانسه واقع شده‌است.

## نگارخانه

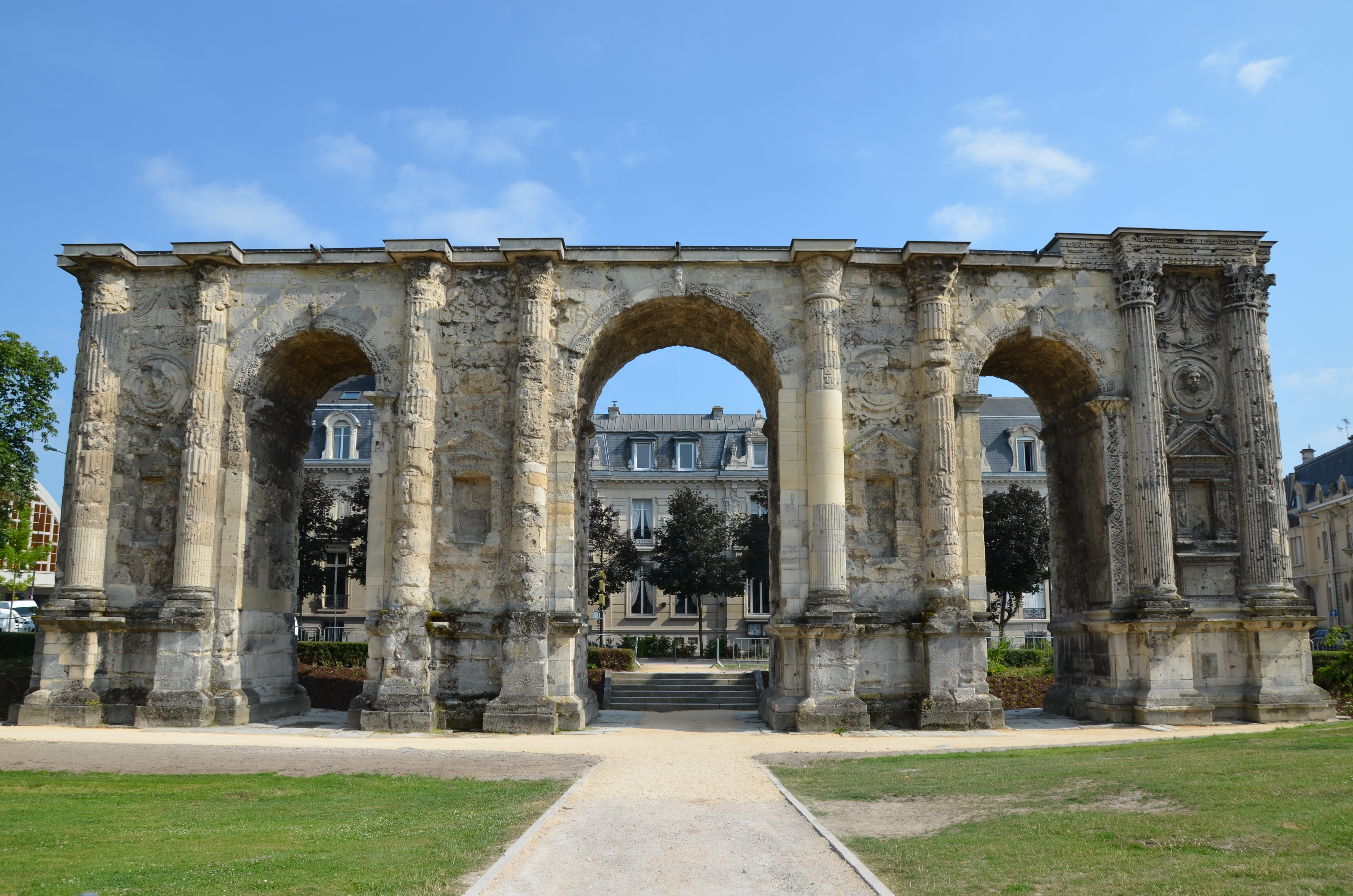
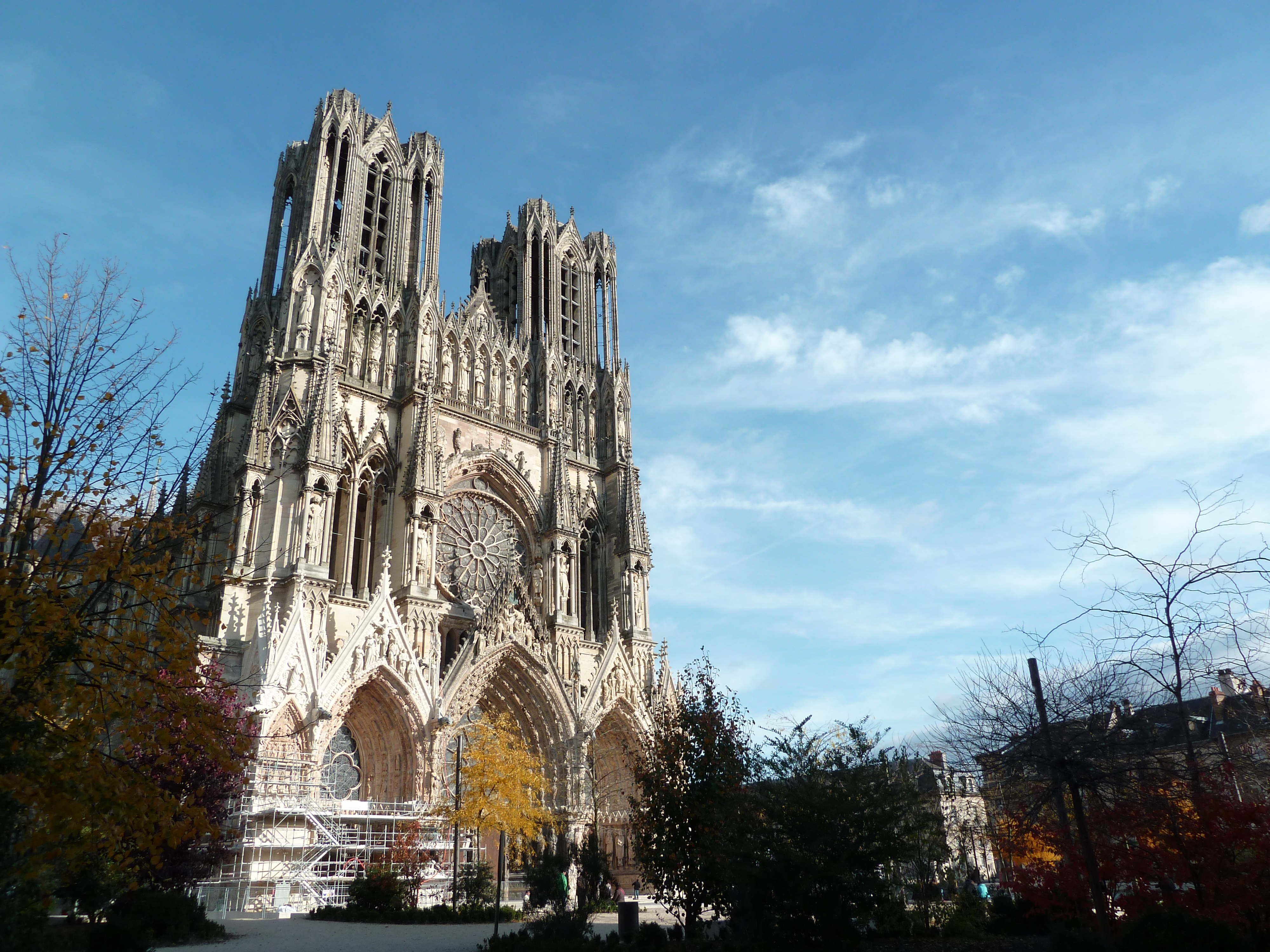
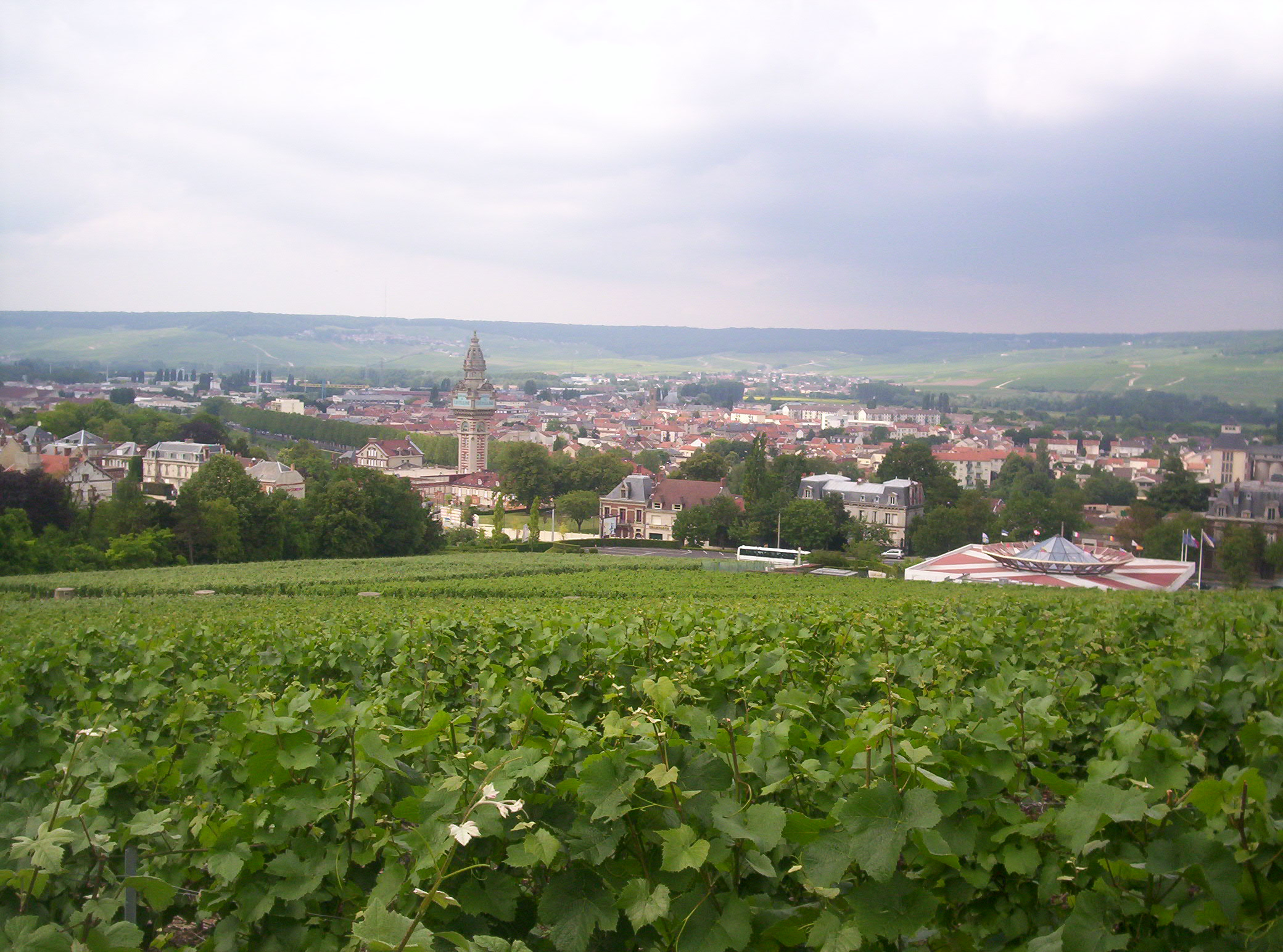
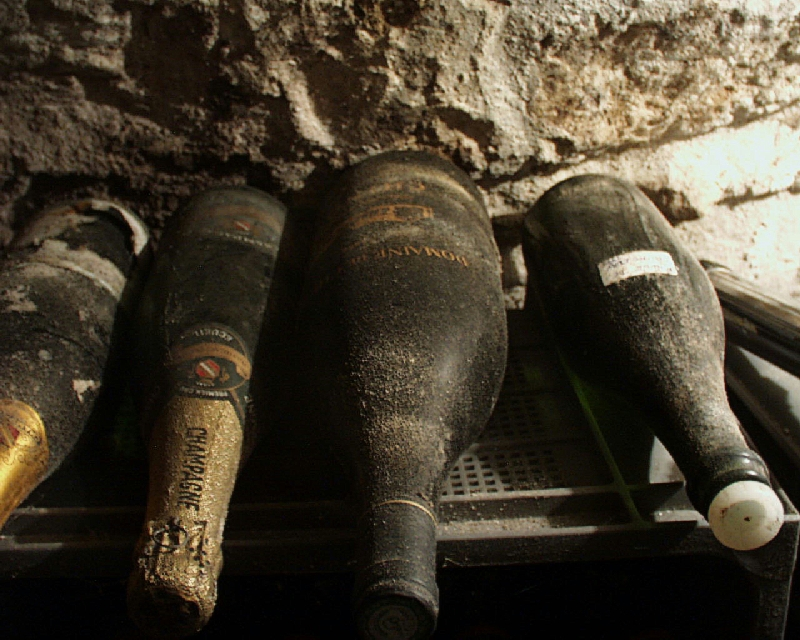
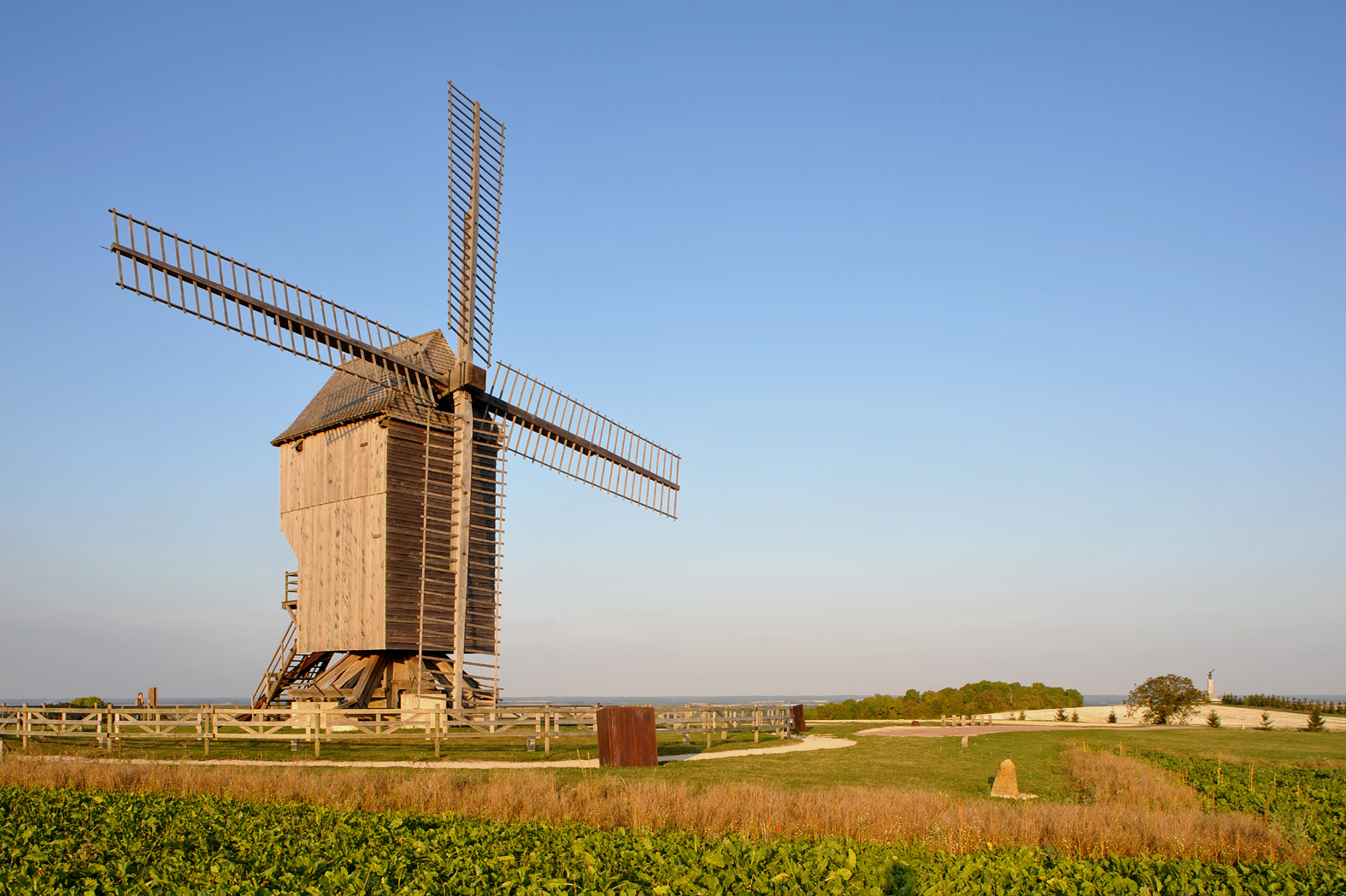
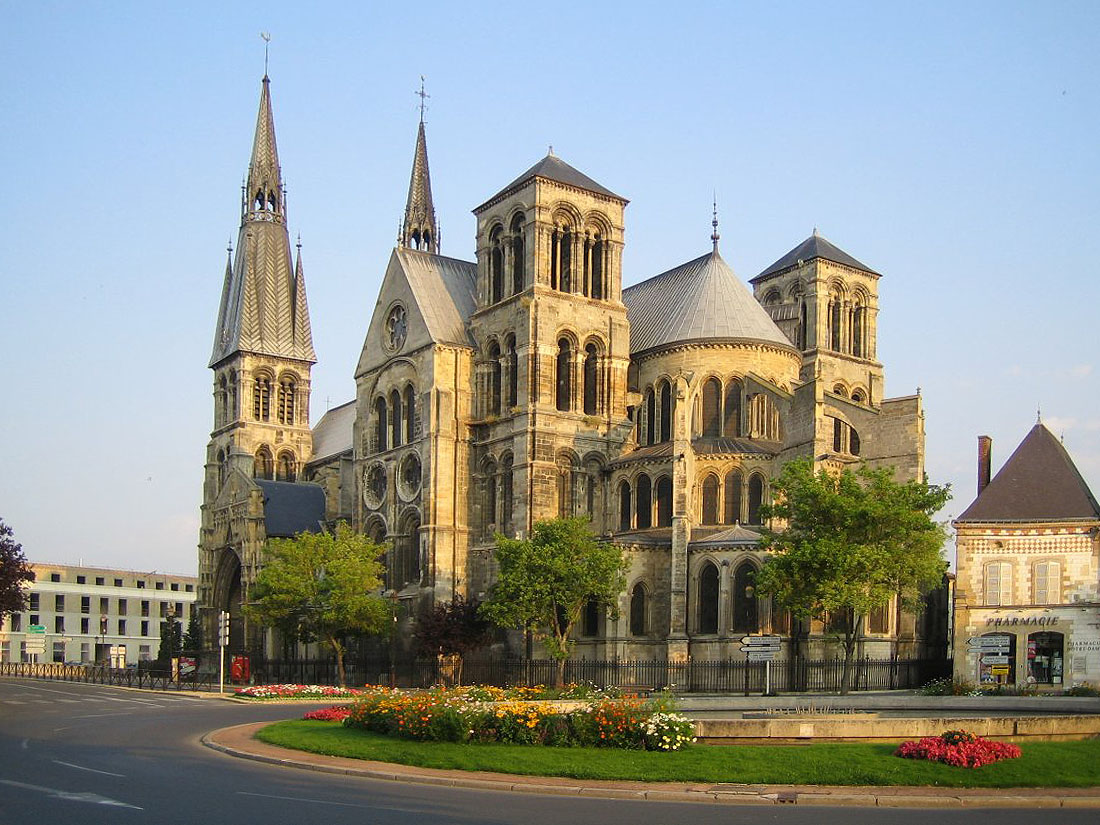